# Søren Colding
Søren Colding (ur. 2 września 1972 we Frederiksbergu) – duński piłkarz, występujący na pozycji obrońcy.
Zaczynał karierę w małym klubiku Ejby 68, by następnie trafić do Fremu Kopenhaga. W jego barwach 25 sierpnia 1992 zadebiutował w kadrze U-21 swojego kraju. Rok później FBK znalazł się na skraju bankructwa i został zdegradowany do trzeciej ligi. Wtedy utalentowany defensor podpisał kontrakt z lokalnym rywalem, Brøndby.
W pierwszym sezonie gry dla nowego klubu zagrał zaledwie dwukrotnie, z powodu ciężkiej kontuzji i długiej rekonwalescencji, spowodowanej zerwaniem więzadeł kolanowych. Później było już tylko lepiej; Soren wywalczył sobie miejsce w podstawowym składzie i zdobył trzy mistrzostwa Superligaen z rzędu, dwukrotnie zdobywał Puchar Kraju. W marcu 1999 przejął opaskę kapitana klubu od Johna „Faxe” Jensena. Dzięki tym osiągnięciom stał się także ważnym elementem seniorskiej reprezentacji Danii, prowadzonej najpierw przez Bo Johanssona, a następnie przejętej przez Mortena Olsena. Wziął udział w Mistrzostwach Świata 1998 i EURO 2000.
17 stycznia 2001 roku został sprzedany za 1.5 miliona marek do niemieckiego VfL Bochum. Ekipa Bernarda Dietza zakończyła wtedy rozgrywki na ostatnim miejscu i spadła do drugiej ligi. Już po roku, z nowym trenerem Peterem Neururerem udało się powrócić w szeregi Bundesligi. Doświadczony gracz został kapitanem VfL i z nim w składzie udało się zająć piąte miejsce w sezonie 2003–2004. W marcu 2004 rozegrał ostatni mecz w kadrze, w przegranej 0-2 potyczce z Hiszpanią. W sumie rozegrał w niej 27 spotkań. W 2006 roku podjął decyzję o zakończeniu kariery piłkarskiej.